# 股災
股災是指股市中大部份股票價格無預兆的大幅下跌，一般來說股災並無嚴格的定義，通常是指一天或數天內有雙位數百分比，或是數個月年市值腰斬等重大跌幅，即被定義為股災時期。
股災通常是投機造成經濟泡沫之後果，很多時候與實體經濟無關，而是由羊群心理造成的社會現象；由於市盈率高於合理水平，少數人的賣出行為或負面消息造成其他投資者恐慌性拋售與長期看空，不過還是要看基本面，比如台灣在1990年曾高達12682點，但這是三年內暴漲11倍，加上當時資訊不如現在透明，過度炒作所呈現的泡沫，而第二次站上萬點的時候，由於經濟體質改善，就沒有再發生大跌數千點套在震盪期長達30年的情況了。

## 股災列表
- 1929年華爾街股災
- 1987年黑色星期一
- 1987年香港股災
- 1997年亞洲金融風暴
- 2000年互聯網泡沫
- 2007年中国股市泡沫
- 2008年環球股災
- 2007年－2010年環球金融危機
- 2010年美国股市闪崩事件
- 2011年8月股市下跌（英语：August 2011 stock markets fall） - August 2011 stock markets fall
- 2015年中國股災
- 2020年黑色星期一 (3月9日)
- 2020年黑色星期四
- 2020年黑色星期一 (3月16日)
- 2024年日本股災（8月5日）
- 2025年川普對等關稅

## 應對
執政者
- 限制交易（禁止放空、股市跌幅限制、休市）
- 低利政策
- 政府基金進場護盤
- 量化寬鬆貨幣政策

上市上櫃公司
- 庫藏股買回